# Kanton Saint-Léonard-de-Noblat
Kanton Saint-Léonard-de-Noblat (francouzsky Canton de Saint-Léonard-de-Noblat) je francouzský kanton v departementu Haute-Vienne v regionu Limousin. Tvoří ho 10 obcí.

## Obce kantonu
- Champnétery
- Le Châtenet-en-Dognon
- Eybouleuf
- La Geneytouse
- Moissannes
- Royères
- Saint-Denis-des-Murs
- Saint-Léonard-de-Noblat
- Saint-Martin-Terressus
- Sauviat-sur-Vige